# Onthophagus montreuili
Onthophagus montreuili es una especie de insecto del género Onthophagus, familia Scarabaeidae, orden Coleoptera.

## Historia
Fue descrita científicamente por Moretto & Génier en 2010.